# Aethiopomyia gigas
Aethiopomyia gigas är en tvåvingeart som först beskrevs av Stein 1906.  Aethiopomyia gigas ingår i släktet Aethiopomyia och familjen husflugor. Inga underarter finns listade i Catalogue of Life.